# Dou Gu
Dou Gu, imię publiczne: Mengsun, chiń 孟孙 (zm. 88) – generał i minister Późniejszej dynastii Han (23–220).
Był synem Dou You, brata bliźniaka Dou Ronga. Dzięki wpływom swojego brata jego ojciec został markizem (侯, hou), zaś w 47 Pułkownikiem Bram Miasta (城門校尉, chengmen xiaowei), jednak niedługo później zmarł. Dou Gu został ożeniony z Liu Zhongli, córką cesarza Guangwu (25–57), i sprawował mało znaczący urząd Dżentelmena Żółtych Bram (黃門侍郎, Huangmen Shilang). Miał być obeznany z konfucjanizmem, ale interesować się także kwestiami wojskowymi. 
Dou Gu musiał ukorzyć się przed cesarzem w związku ze swoją znajomością ze zbyt otwarcie krytykującym innych Du Bao, który to incydent bez wątpienia został sprowokowany przez jednego z członków frakcji Ma. W 49 mógł jednak zemścić się za to upokorzenie, dołączając do grona krytyków głowy rodu Ma, Ma Yuana, co doprowadziło do jego pośmiertnego upadku i zmierzchu znaczenia jego rodziny.
W 56 Dou Gu otrzymał dawne lenno swojego ojca, zaś dwa lata później cesarz Ming (57–75) mianował go Generałem Domostwa Pierzastego Lasu (中郎將羽林, zhonglang jiang yulin). Na tym stanowisku wziął udział w kampanii Ma Wu przeciwko wodzowi Qiangów Dianyu, która zakończyła się sukcesem. 
Gdy syn Dou Ronga, Dou Mu, jak i inni jego kuzyni, wypadli z łask w 61, Dou Gu także został zmuszony do złożenia swojego urzędu i pozostał w swoim lennie przez następne dziesięć lat. Jednak w 72 cesarz postanowił zaatakować Północnych Xiongnu i wezwał Dou Gu, by odbyć z nim prywatne konsultacje, następnie zaś mianował go jednym z dowódców wyprawy przeciwko koczownikom. W 73 Chińczycy zaatakowali terytorium Xiongnu posuwając się w czterech kolumnach, przy czym jedynie ta dowodzona przez Dou Gu odniosła powodzenie, pokonując lokalnego króla Xiongnu i zajmując oazę Yiwu w rejonie dzisiejszego Hami. 
Zimą następnego roku Dou Gu stanął na czele kolejnej ekspedycji, liczącej tym razem 14 tys. jeźdźców, raz jeszcze pokonał Xiongnu i podporządkował cesarstwu królestwo Jushi, położone w rejonie pasma Bogda Shan. Po raz pierwszy od czasów Wang Manga Chińczycy pojawili się w Azji Środkowej i cesarz postanowił ustanowić permanentną chińską bazę w regionie, nakazując założenie wojskowej kolonii w Yiwu i przywracając urząd Generalnego Protektora Rejonów Zachodnich (西域都护府, Xiyu duhufu).
W 75 na tron wstąpił cesarz Zhang (75–88) i Dou Gu powrócił do stolicy jako Wielki Szambelan (大鴻臚, Da Honglu), będąc jednym z głównych doradców w kwestiach polityki chińskiego pogranicza. Po tym jak córka jego kuzyna została cesarzową w 78 jego lenno zostało powiększone. W 82 został Ministrem Domostwa (光祿勳, Guangluxun), zaś w 83 Komendantem Gwardii (衛尉, weiwei). Dou Gu szanowano za to że honory i bogactwo jakie osiągnął nie zmieniły jego sposobu bycia. Jego syn Biao zmarł przed swoim ojcem, stąd chociaż Dou Gu pochowano z honorami należnymi markizowi to jego lenno zostało zniesione.